# Dohy János (növénypatológus)
Dohy (Göllner) János, ifjabb (született: Göllner János, Kolozsvár, 1905. október 19. – Mosonmagyaróvár, 1990. március 6.) Széchenyi-díjas fitopatológus, mezőgazdasági akadémiai, főiskolai, majd egyetemi tanár.

## Családja, tanulmányai
Apja, idősebb Göllner János (1871-1942) a Kolozsvári Mezőgazdasági Akadémia műszaki tanszékvezető tanára, aki Erdély elcsatolása miatt családjával Kolozsvárról Debrecenbe menekült ahol a műszaki tanszéket vezette. Fiuk, Dohy (szül. Göllner) János (1905-1990) édesanyja dobay Dobay Olga költő, újságíró, zenetörténész volt. A háborúban megapadt debreceni tanári kart kassai és kolozsvári menekült tanárokkal egészítették ki, így idősebb Göllner Jánost kinevezték a debrecen-pallagi Gazdasági Akadémia műszaki tanszékének vezetőjévé, ahol ifj. Sporzon Pállal és Erdei Jánossal látták el a mezőgazdasági gépészet oktatását.
Ifjabb Göllner János középfokú tanulmányait a debreceni piarista gimnáziumban végezte, ezután a debrecen-pallagi Gazdasági Akadémián tanult tovább, 1926-ban szerzett gazdász diplomát, majd a Debreceni Magyar Királyi Tisza István Tudományegyetemen doktorált Soó Rezső professzornál „summa cum laude” minősítéssel.

## Pályafutása
Először a debrecen-pallagi Gazdasági Akadémia növénytermesztési intézetében, majd növényvédelmi tanszékén fizetés nélküli gyakornokként dolgozott. 1929–1932 között a Magyaróvári Gazdasági Akadémiára helyezték. 1932 őszétől ismét Pallagon, 1938-tól már kinevezett rendkívüli tanárként oktatott. Megnősült, feleségével, Székely Lujzával három  gyermekük született: János, Mária és Attila.  Dohy János (1934-2002) később neves agrármérnök, állatgenetikus lett, leányuk, Dohy Mária kertészmérnök, harmadik gyermekük, Attila geodéta.
1940-ben a Kolozsvári Mezőgazdasági Akadémia növénytani és növényegészségügyi tanszékének szervezésével és vezetésével bízták meg. Nevét 1944 tavaszán belügyminiszteri engedéllyel apai nagyanyja után nevét Dohy-ra változtatta. A háborús események miatt 1944 őszén, az egyetem átköltöztetésével egyidejűleg, családjával Keszthelyre került és 1946 őszéig az akadémián, később főiskolán alkalmazták nyilvános rendes tanárként. Itt dolgozta ki 1945/1946-ban javaslatait a növényvédelmi képzés (mai kifejezéssel: növényorvos képzés) egyetemi keretek közötti megszervezésére. 1946. szeptember 2-án az új struktúrában felállított budapesti Agrártudományi Egyetem debreceni osztályán nyilvános rendkívüli tanári kinevezéssel a növényvédelmi intézet vezetőjévé nevezték ki. 1949-ben az egyetem vidéki osztályait, így a debrecenit is, megszüntették, illetőleg a vidéki társintézményekkel együtt Budapestre vonták össze, a tanárok egy részét pedig elirányították egyéb kutatóhelyekre. Vallásossága miatt nem kerülhetett be az egyetemre, ezért a kisvárdai Növénynemesítő Telep burgonyakórtani laboratóriumának vezetői posztjába helyezték, ahol a burgonya gombás betegségeire vonatkozó és rezisztencia-nemesítési kutatásokat vezetett. 1954-ben a mezőgazdasági akadémiák újjászervezése során került vissza tanári állásába, és 1954. július 15-én megbízták Óváron a Mosonmagyaróvári Mezőgazdaság Akadémia növénytani és állattani tanszékének megszervezésével, ahol a tanszékvezetői és az akadémia igazgatóhelyettesi posztját is betöltötte. Az MTA Tudományos Minősítő Bizottsága 1957. február 28-án – az addigi tudományos munkásságának elismeréséül – kandidátusi oklevelet adott részére.
Az 1956-os forradalomban tanúsított magatartásáért, melynek során hallgatóit tiltakozó és szimpátia-menetükben elkísérte, s jelen volt a sortűz eldördülésekor, tendenciózus perben, koholt vádak alapján előbb halálra, majd 10 évi börtönbüntetésre ítélték, melyből közel öt évet le is ült (1957. május 28-ától 1962. április 3-áig).
Előbb vizsgálati fogságban Győrben, majd Budapesten, a Kozma utcai Gyűjtőfogházban volt, később Vácra került, majd ismét vissza a Gyűjtőbe. Magánzárka fogsága után egy kémiai laboratóriumban dolgozott, majd a Gyűjtő úgynevezett „fordítóirodáján”. Itt Kosáry Domokos, Déry Tibor, Darvas Iván és sok más kitűnő író, tudós, művész társaságában találta magát. A család számára csupán félévente engedélyeztek láthatást.
Egyéni kegyelemmel szabadult 1962-ben. 1963. március 1-én a Keszthelyi Agrártudományi Főiskola Rinyatamási Burgonyanemesítő telepére (egykori Rinyatamási Széchenyi Vadász-kastély, Görgeteg, Somogy vármegye) vették fel műszaki ügyintézői státuszba, ugyanis '56-os múltjáért még kutatónak sem nevezhették ki. 1966-ban a Növényvédelmi Kutató Intézet keszthelyi laboratóriumába került, ahol nyugdíjazásáig (1969. december 31.) előbb műszaki, majd tudományos ügyintézőként működött. Ezután még 10 évig az Agroinform külső munkatársa is volt.
Rendőri felügyelet alatt élt. A Tudományos Minősítő Bizottság 1959-ben – hivatkozva a népbírósági ítéletre – megfosztotta a kandidátusi fokozattól, és illetménytől, amelyet csak 1973-ban kapott vissza.
A rendszerváltást követően elsőként ő kapta meg a Széchenyi-díjat, odaítéléséről még betegágyán örömmel értesült, de átvételét (1990. március 15.) már nem érhette meg. Sírja a (moson) magyaróvári temetőben található.

## Emlékezete

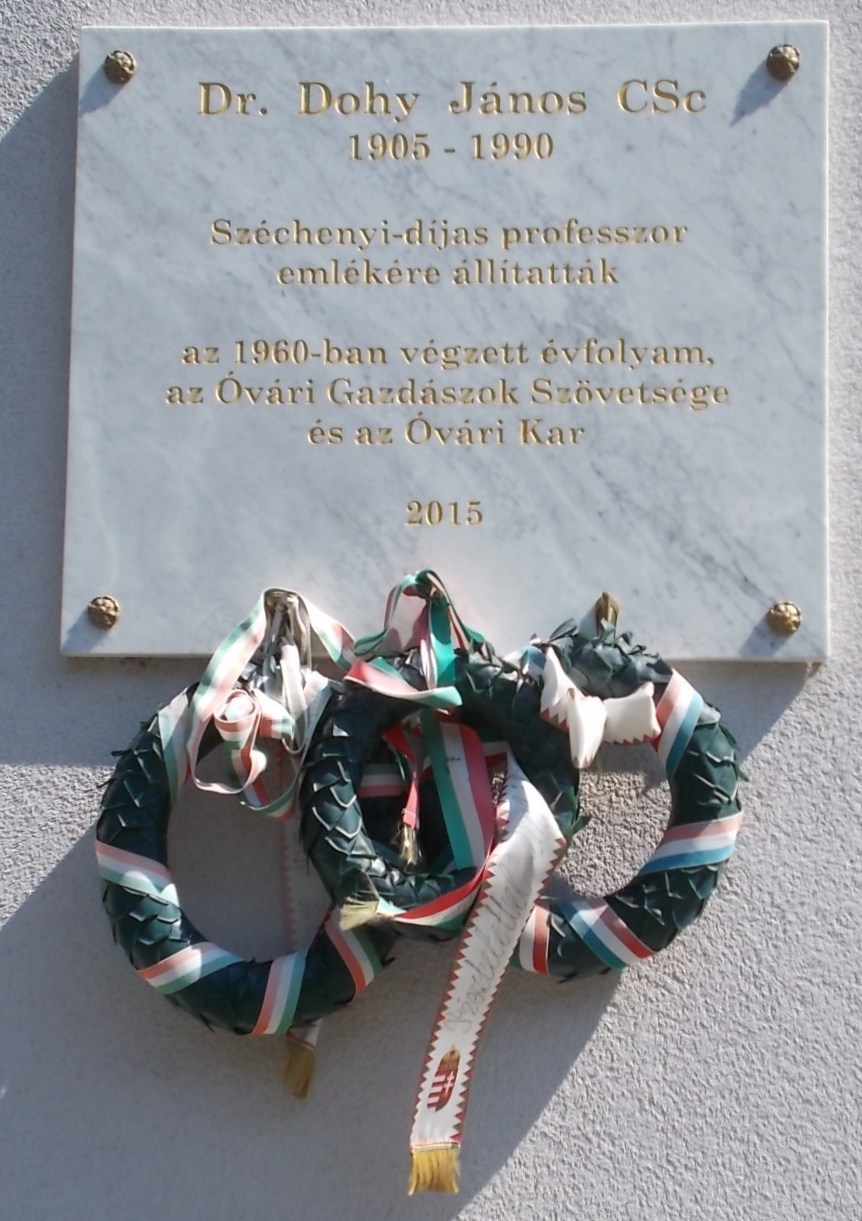
Dohy (Göllner) János emléktáblája az Óvári Gazdasági Akadémia "B" épületének falán, elhelyezve: 2015.05.30.

- Gyermekei: János, Mária és Attila.

- Nyugdíjba vonulása után teljes növénytani kórképgyűjteménye átkerült a Keszthelyi Agrártudományi Főiskola Növénytani Tanszékére.

- A Debreceni Agrártudományi Egyetem, a Növényvédelmi Tanszék és a Növényvédelem Oktatásának Fejlesztéséért Alapítvány (NOFA) „In memoriam Dohy (Göllner) János” üléssel és a Növényvédelmi Szakmai Nap eseményeivel emlékezett meg jeles kórtanos professzoráról. Munkásságát, életpályáját bemutató kiállítás egyidejűleg az egyetem aulájában Dohy (Göllner) János élete dokumentumokban címmel volt látható.
- Az Egyetem falán emléktáblája található.
- Emlékét Mosonmagyaróváron utcanév is őrzi.[11]

## Művei
- Göllner János: Tanulmány a dinnye anthraknozisáról. Debrecen, Magyaróvár, Kiad. Győri Hírlap Ny., 1930. 40 oldal
- Göllner János: A tarlóhántás. Tarlóhántás – növényvédelem. In: A Gazda 1931. Mezőgazdasági szaklap. Kiadó: Nagybirtokosok, Birtokosok és Bérlők Országos Gazdasági Egyesülete – XII. évfolyam
- Göllner János: Vizsgálatok néhány nedves- és porcsávázó szer üszögspóra-ölő hatásáról. Debrecen, Tiszántúli Könyv- és Lapkiadó, 1936. 8 oldal
- Göllner János: Az építő kisgazda. Budapest, 1936. Kiad. Pátria. 135 oldal
- Göllner János: A diófa egyik ritka levélfoltos betegségéről. Budapest, Stephaneum Nyomda, 1937. 4 oldal
- Göllner János: Vizsgálatok néhány nedves- és porcsávázó-szer üszögspóraölő hatásáról. Budapest, Pátria Ny., 1936. [2], 5, [1] oldal
- Göllner János: Néhány szó a gabonafélék üszög- és rozsdabetegségéről, Kolozsvár, Kiad. Minerva, 1941. 18 oldal
- Borus József – Dohy János – Szalay-Marzsó László: A burgonyán élő levéltetvek vizsgálata és a védekezési kísérletek. In: A Magyar Tudományos Akadémia Agrártudományi Osztályának közleményei, 1965. (24. évf.) 1-2. sz. 107-124. old.